# Ludmyła Josypenko
Ludmyła Josypenko, ukr. Людмила Йосипенко (ur. 24 września 1984 w Jagodzinie) – ukraińska lekkoatletka, wieloboistka, uczestniczka letnich igrzysk olimpijskich w Londynie (2012).
W 2013 została ukarana czteroletnią dyskwalifikacją (do 26 marca 2017) oraz anulowaniem wszystkich jej rezultatów osiągniętych od 25 sierpnia 2011 za stosowanie niedozwolonego dopingu.

## Sukcesy sportowe
- trzykrotna mistrzyni Ukrainy w siedmioboju – 2008[2], 2009[3], 2011[4]
- wicemistrzyni Ukrainy w siedmioboju – 2005[5]
- dwukrotna brązowa medalistka mistrzostw Ukrainy w siedmioboju – 2003[6], 2006[7]

| Rok  | Miasto    | Zawody               | Konkurencja | Wynik         |
| ---- | --------- | -------------------- | ----------- | ------------- |
| 2009 | Berlin    | Mistrzostwa świata   | siedmiobój  | 5. miejsce    |
| 2010 | Barcelona | Mistrzostwa Europy   | siedmiobój  | 6. miejsce    |
| 2011 | Daegu     | Mistrzostwa świata   | siedmiobój  | 10. miejsce   |
| 2012 | Helsinki  | Mistrzostwa Europy   | siedmiobój  | srebrny medal |
| 2012 | Londyn    | Igrzyska olimpijskie | siedmiobój  | 4. miejsce    |

## Rekordy życiowe
- siedmiobój – 6618 – Londyn 04/08/2012
- pięciobój – 4298 – Sumy 14/02/2007